# No hay novedad, Doña Adela
No hay novedad, Doña Adela es una obra de teatro en dos actos, escrita por Alfonso Paso y estrenada en el Teatro Lara de Madrid el 25 de abril de 1959.

## Argumento
Doña Adela es una amable e inocente casera, con diferentes pisos en alquiler. En su procura de la felicidad de los otros, Doña Adela tiene el firme propósito de enmendar y recomponer todas las dificultades matrimoniales de sus inquilinos, incluida la infidelidad...

## Representaciones destacadas
- Teatro (Estreno, 25 de abril de 1959). Dirección: Mario Antolín. Intérpretes: Mercedes Muñoz Sampedro, José Orjas, José María Mompín, Luchy Soto, Ángel Terrón, Esperanza Grases, Blanca Sendino, Nati Martelo, Félix Navarro, Vicente Ros, Venancio Muro, Eduardo Moreno.
- Televisión (17 de agosto de 1980, en el espacio de TVE Estudio 1). Intérpretes: Queta Claver, Manuel Zarzo, Pepe Ruiz, Pilar Laguna, Enrique Ciurana, Mara Goyanes, Carmen Roldán, José Yepes, Carlos Marcet, Gilberto Moreno, Francisco Bernal y Amparo Baró.